# Лікарня Милосердя (Нампа, Айдахо)
Лікарня милосердя — це двоповерхова будівля у місті Нампа, штат Айдахо. Збудована в 1919 році, лікарня перебувала під керівництвом сестер милосердя, однак будівлю покинули в 1967 році, коли лікарня переїхала до недавно побудованого Центру Медичного милосердя. Після цього будівля використовувалася декількома різними організаціями, останньою з яких був Будинок для людей похилого віку Вейлі Плаза, який був зачинений у 2004 році.

## Історія
Збір коштів на 32-кімнатну лікарню розпочався в 1917 році. Будівництво, профінансоване містом та сестрами милосердя, розпочалося у грудні 1918 року на землі, яку пожертвувала Католицька церква. Будівництво було завершено в жовтні 1919 року, а урочисте відкриття відбулося 4 листопада 1919 року. Будівлю оновлювали у 1936, 1957, 1959 роках, і кінцева кількість кімнат підвищилася до числа 100. Місця на 6-й Вулиці уже не вистачало, тому лікарня переїхала на 12-е Авеню у 1967 році, де можна було вміщувати 120 хворих.
Будівля була додана до Національного реєстру історичних місць у 2014 р. Весь блок між 16-ю і 17-ю Південної Авеню і 8-ї і 9-ї Південної Вулиці включений у список, хоча тільки будівля лікарні і грот зберігають історичну або архітектурну цінність. Лікарня Милосердя має велике значення. Вона є прикладом кропіткого громадського зусилля побудувати сучасну лікарню в той час, коли така можливість була незвичайною для маленького міста Нампа.

## Сучасне використання
Споруда використовувалася як офісна будівля, склад, а також як штаб-квартира організації Head Start після 1967 року. Вона була перебудована під житловий комплекс в 1990-ті роки, однак він був закритий у 2004 році. З того часу будівля залишалася пустою.
На початку 2006 року в покинутій будівлі сталася пожежа. У травні 2016 року будинок було зруйновано.